# Lampyris nervosa
Lampyris nervosa is een keversoort uit de familie glimwormen (Lampyridae). De wetenschappelijke naam van de soort is voor het eerst geldig gepubliceerd in 1883 door E. Olivier.